# Vitor Gonçalves Felipe
Vitor Gonçalves Felipe (* 10. März 1991 in João Pessoa, Brasilien) ist ein brasilianischer Beachvolleyballspieler.

## Karriere
Vitor Gonçalves Felipe spielte im Junioren-Alter an der Seite von Álvaro Morais Filho, mit dem er zweimal Vize-Weltmeister der U21 wurde. Mit Marcus Carvalhaes gewann er 2011 Bronze bei der U21-WM. 2012 bildete er ein Duo mit Neilton Santos. Bestes internationales Ergebnis war ein siebter Platz bei den Brasília Open. 2013 wurde Vitor Felipe an der Seite von Márcio Gaudie U23-Vizeweltmeister. Auf der FIVB World Tour 2013 bildete er mit Evandro ein neues Duo. Vitor Felipe/Evandro kamen bei der WM in Stare Jabłonki bis ins Viertelfinale. Hier mussten sie sich jedoch den Deutschen Erdmann/Matysik geschlagen geben und belegten Platz fünf. Beim Grand Slam in Berlin siegten die Brasilianer. Mit Alison Cerutti siegte Vitor Felipe auch beim Grand Slam in Xiamen. 2014 landete er mit Evandro beim Grand Slam in Moskau auf Platz fünf. An der Seite von Álvaro Filho wurde Vitor Felipe bei der WM 2015 in den Niederlanden ebenso Fünfter wie bei den Grand Slams 2016 in Moskau, Olsztyn und Gstaad. 2017 spielte Vitor Felipe zunächst national mit Jo Gomes und später auf der FIVB World Tour mit George Wanderley, mit dem er das 2-Sterne-Turnier in Espinho gewann. 2018 startete er zunächst mit Guto Carvalhaes und später wieder mit Evandro, mit dem er beim 4-Sterne-Turnier in Warschau das Finale erreichte. 2019 war Pedro Solberg sein Partner.
Von 2021 bis Juni 2024 bildeten Renato Lima und Vitor Felipe ein Beachteam. Erstes nennenswertes Resultat der beiden Brasilianer war das Erreichen des Finales beim 4-Sterne-Turnier in ihrem Heimatland in Itapema im November 2021. Auf der neugeschaffenen World Beach Pro Tour 2022 belegten die Athleten aus Südamerika bei drei Challenge- und zwei Elite16-Turnieren die Plätze vier, neun, neun, dreizehn und neun. Bei der Weltmeisterschaft im gleichen Jahr in Rom erreichte das Team als eines der vier besten Pooldritten die erste Hauptrunde. Dort besiegten sie nacheinander die Tschechen Perušič/Schweiner, die Chilenen E. Grimalt/M. Grimalt, die Italiener Nicolai/Cottafava und die Esten Tiisaar/Nõlvak sowie im Halbfinale die US-Amerikaner Chaim Schalk und Theo Brunner. Das Endspiel ging gegen die Norweger A. Mol/Sørum verloren. Bestes Ergebnis auf der World Pro Tour 2023 war ein dritter Platz beim Challenge-Turnier in Jūrmala. Nach durchwachsenen Ergebnissen auf der World Pro Tour 2024 verpassten Renato Lima / Vitor Felipe die Olympischen Spiele und trennten sich.
Seit Oktober 2024 spielt Vitor Felipe erneut an der Seite von Guto Carvalhaes.